# Glaciar Ahrnsbrak
El glaciar Ahrnsbrak es un glaciar en Enterprise Hills de la Cordillera Heritage en la Antártida, que fluye hacia el norte entre Sutton Peak y Shoemaker Peak hasta el hielo confluente en el extremo inferior del glaciar Unión. Fue cartografiado por el Servicio Geológico de Estados Unidos a partir de estudios y fotografías aéreas de la Armada de los Estados Unidos, 1961–66, y el Comité Consultivo sobre Nomenclatura Antártica lo nombró en honor a William F. Ahrnsbrak del Programa Antártico de Estados Unidos, glaciólogo de la Base Palmer en 1965.